# ギンイワシ
ギンイワシ（Dussumieria elopsoidesまたはDussumieria modakandai）は、ニシン目ウルメイワシ科ギンイワシ属に分類される海水魚。
従来はDussumieria elopsoidesとして地中海から太平洋にかけて分布する種とされていたが、2021年にインドのチェンナイ沿岸をタイプ産地としたD. modakandaiが記載され、2022年にD. elopsoidesを複数種に分割する説が提唱されている。

## 分布
日本の沖縄島からインド東岸にかけて分布する。

## 形態
全長15センチメートルほど。体色は銀白色である。腹部には稜鱗が無い。

## 分類
以前はニシン科に分類されていたが、ウルメイワシなどとともにウルメイワシ科とされるようになった。
本種を複数種に分割する説もある。その説に従えば狭義のD. elopsoidesはインドネシア固有種となり、日本産ギンイワシの学名はD. modakandaiとなる。

## 保全状況
2017年のIUCNレッドリストでは、広義のDussumieria elopsoidesが低懸念（LC）として評価されている。